# タミル人

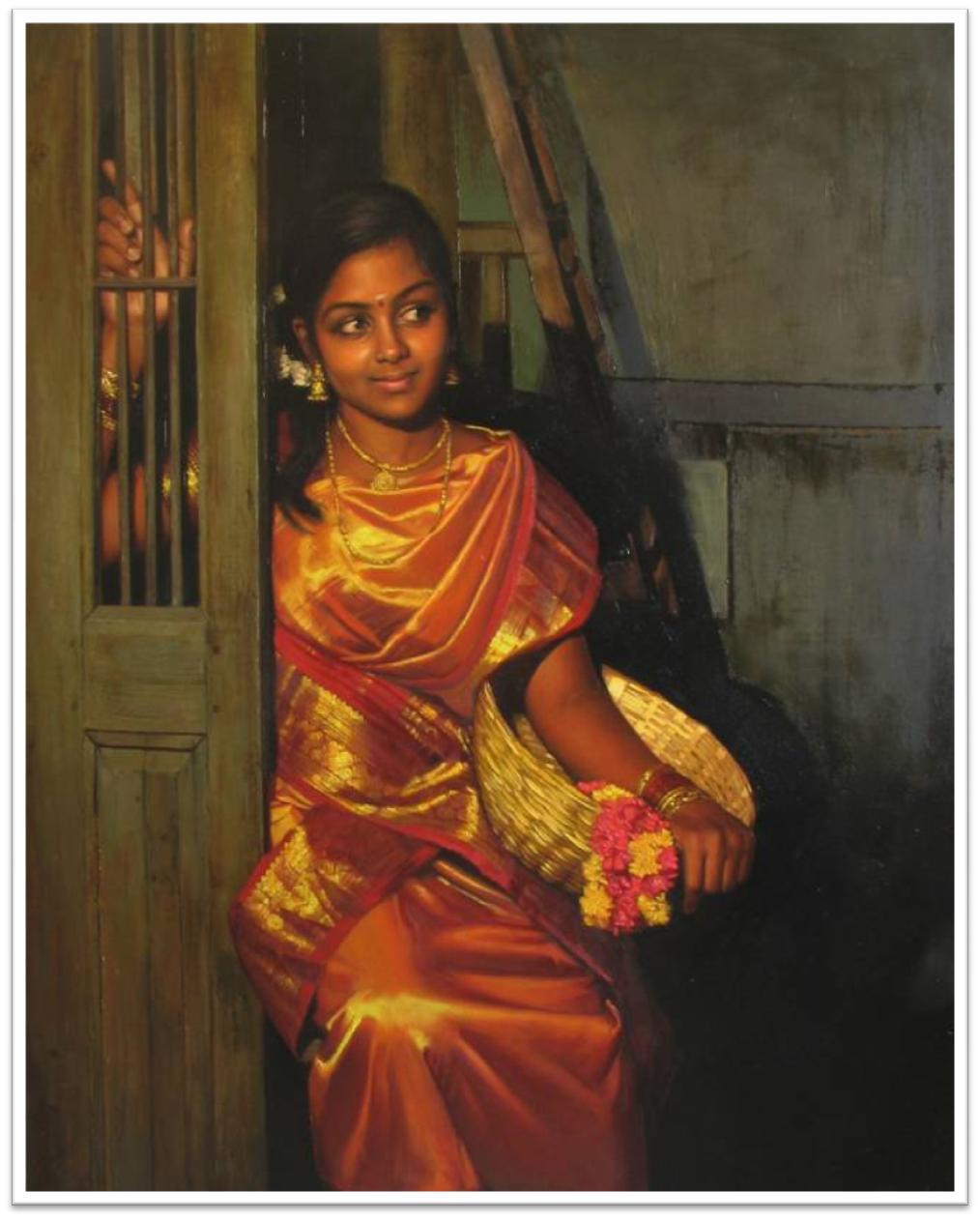

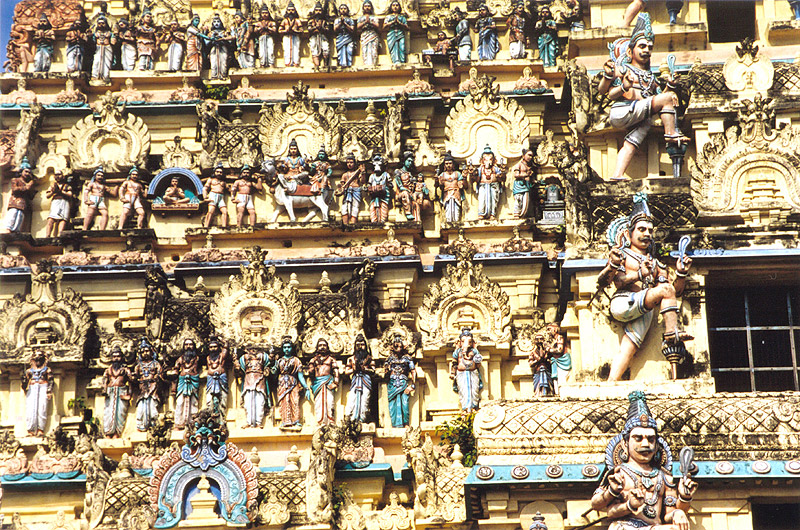
インドのチダンバラムにあるティッライ・ナタラージャ寺院。タミルの王達は芸術のパトロンとなり、多くの寺院を建てた

タミル人（タミルじん、英語：Tamil、タミル語：தமிழர்）は、主に南インドのタミル・ナードゥ州やスリランカの北部・東部に住み、タミル語を話すドラヴィダ系民族。タミル語を話すことに加えて、タミル氏族で生まれた人々を、タミル人と見なす場合もある。

## 概要
インドには約6000万人、スリランカには300万人が居住する。移民としては、マレーシア、ミャンマー、シンガポール、アフリカ東部・南部、モーリシャス、フィジー、イギリス、アメリカ合衆国におり、総人口は7000万人を越える。
宗教は、ヒンドゥー教、ジャイナ教、イスラーム教、キリスト教などで、言語はタミル語であり、これはドラヴィダ語族に属するとされる。ドラヴィダ語族とは、19世紀後半の言語学の発展の流れの中で、1856年に言語学者のロバート・コールドウェルが提唱した学説で、主に南インドの4つの州で使われている言語である。ドラヴィダ諸語は24語以上あるが、固有の文字を持つ言語は、タミル語の他には、カンナダ語、マラヤーラム語、テルグ語で、各々カルナータカ州、ケーララ州、アーンドラ・プラデーシュ州で使用されている。

## 歴史
タミル語の最古の碑文は紀元前3世紀に遡る。紀元前後から3世紀にかけてはマドゥライの宮廷で栄えた文学作品で「サンガム文学」と総称されるタミル語文献が残り、アーリヤ文化の影響はほとんど見られない。紀元前4世紀にマドゥライでパーンディヤ朝、ケーララにチェーラ朝などの王国が成立した。4世紀以降は、北インドからジャイナ教や仏教などが浸透し、箴言詩『ティルックラル』や、叙事詩の『シラッパディハーラム』『マニメーハライ』などの文学作品が成立した。6世紀にはカーンチプラムを中心としたパッラヴァ朝が成立し、ヒンドゥー教の影響が強まる。6－9世紀にかけてシヴァとヴィシュヌの両派の宗教詩人が登場し、バクティ（信愛）と呼ばれる究極の神への信仰が広まった。一方、同時期には交易を通じてイスラーム教も浸透し始めた。9~13世紀にはチョーラ朝が栄えて勢力を拡大し、スリランカや東南アジアに進出して、各地に巨大寺院が造営され、現在のタミル人が多く信仰するムルガンやマーリ・アンマンなどの神観念も明確化されてきた。14世紀以降にはヴィジャヤナガル朝が成立して、テルグ人による統治が行なわれた。
イギリスによる植民地支配は、1639年にマドラス（現チェンナイ）に聖ジョージ要塞が作られて以降で、1801年から1947年までは完全に支配下に置かれた。20世紀には、言語学の進展と古代タミル文学の発掘により、北インドのアーリヤ人対南インドのドラヴィダ人という構図が作り上げられ、タミル民族主義を中核とするドラヴィダ復興運動によって、タミル人の独自性が強調され、北への対抗意識が高揚した。
政治の動きとしては、1949年にドラヴィダ進歩同盟 (DMK) が成立し、社会の構成は多数のジャーティによる階層制（いわゆるカースト）からなるが、土地所有者としてのヴェッラーラが有力である。基本的には父系制をとり、交差イトコ婚（父の姉妹もしくは母の兄弟の子との結婚）を好む傾向がある。結婚に際しては婚資が必要だが、女性の財産権は確保されており、北インドほどは女性の地位は低くない。

## 地理的分布

### インド・タミル
タミル人の大半は南インドのタミル・ナードゥ州に居住している。また、隣接するポンディシェリ連邦直轄領においても多数派を占める。ベンガル湾南部に浮かぶアンダマン・ニコバル諸島においても人口の約1/6をタミル人が占めている。
その他にも、インド各地に主に植民地時代に形成されたタミル人共同体が存在する。カルナータカ州南部に290万人、マハーラーシュトラ州プネーに140万人、アーンドラ・プラデーシュ州に120万人、ケーララ州パラカッドに60万人、デリーに10万人の人口が存在する。

### スリランカ・タミル

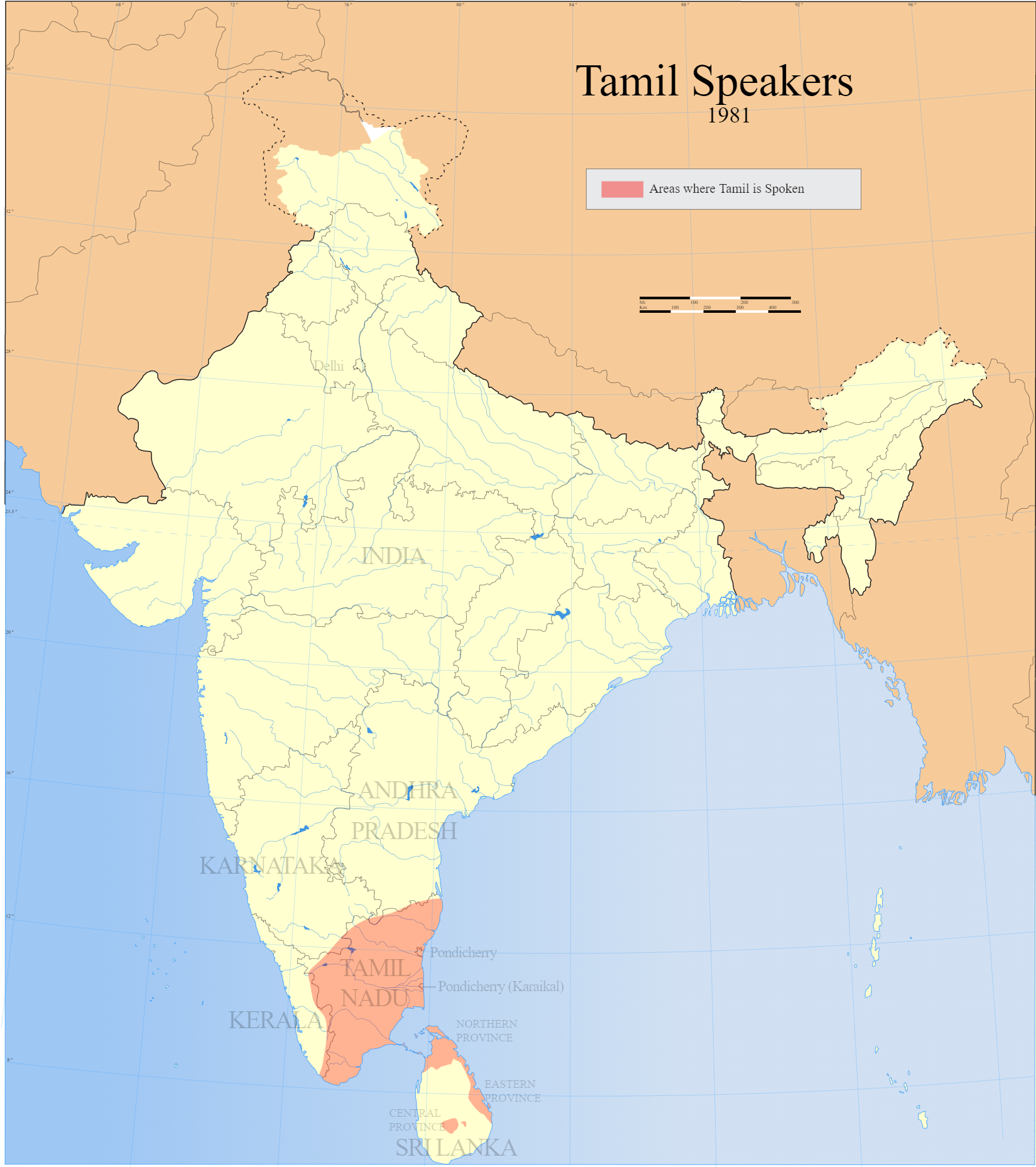
南インドとスリランカのタミル語話者の分布（1961年）

スリランカのタミル人は、スリランカ・タミルとインド・タミルの2グループに分けられる。スリランカの北部と東部に住むタミル人（スリランカ・タミル）は、紀元前に南インドから移住した人々の子孫と見られるが、ケーララ州のマラヤーリとも文化的類似性があり、東部では母系制をとるなど独自性を維持している。19世紀のイギリス植民地下で、南インドからプランテーション労働力として連れてこられた人々の子孫、いわゆるインド・タミルはスリランカ中部に住む。加えて、スリランカにはタミル語を話すイスラム教徒という分類が存在する。インドのタミル人と異なり、これらの人々は統計上別の民族として扱われている。
スリランカ・タミルは植民地下では優遇されたが、1948年の独立後は政治経済上で多数を占めるシンハラ人に対して不利になり、1956年のシンハラ・オンリー政策、1976年の分離独立運動の開始、1983年の民族対立の激化と内戦への突入、タミル・イーラム解放の虎 (LTTE) によるゲリラ闘争などを経て対立は泥沼化し、2009年まで激しい内戦が続いた。